# Andrzej Sapkowski

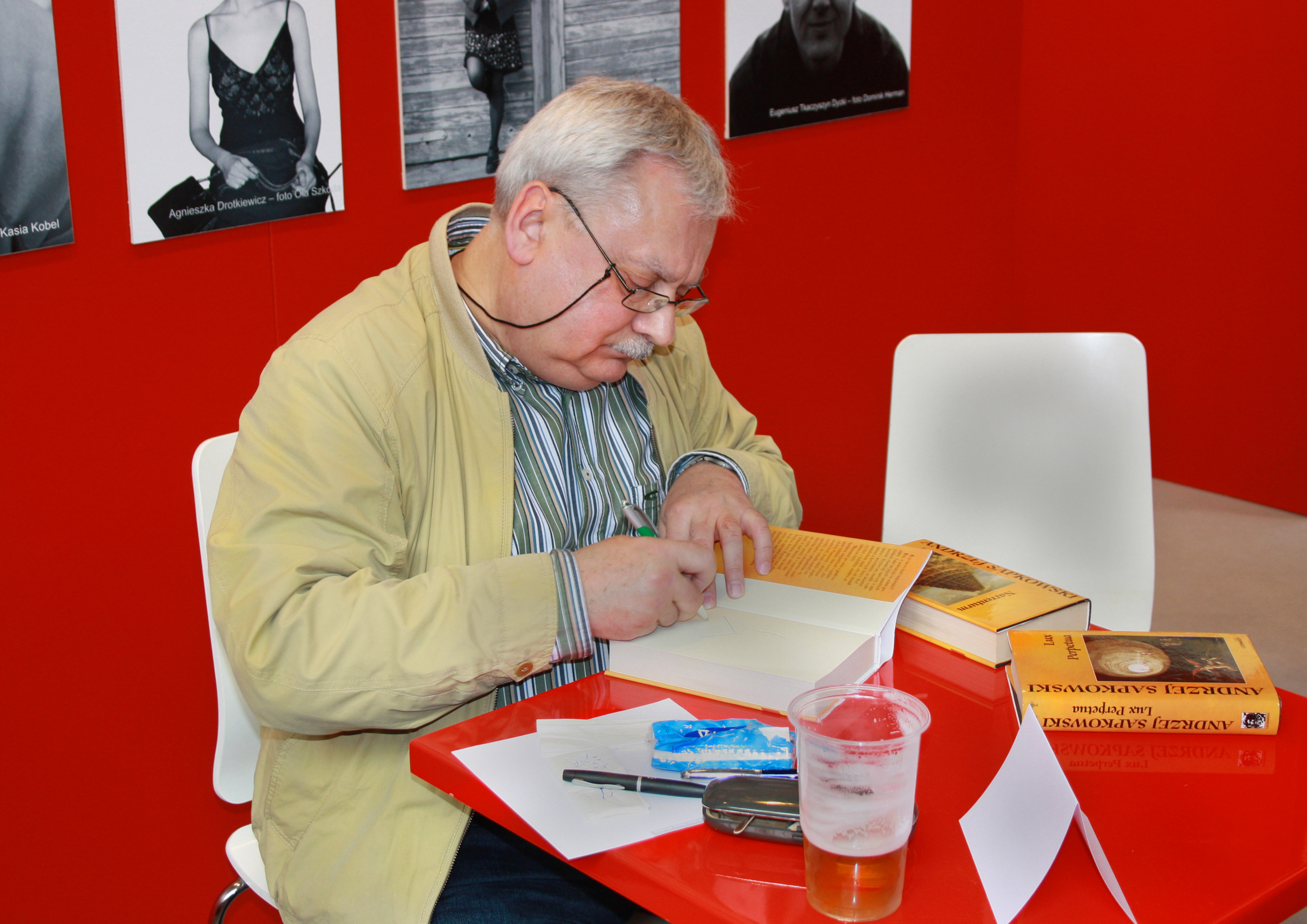
Sapkowski na targach w Pradze (2010)

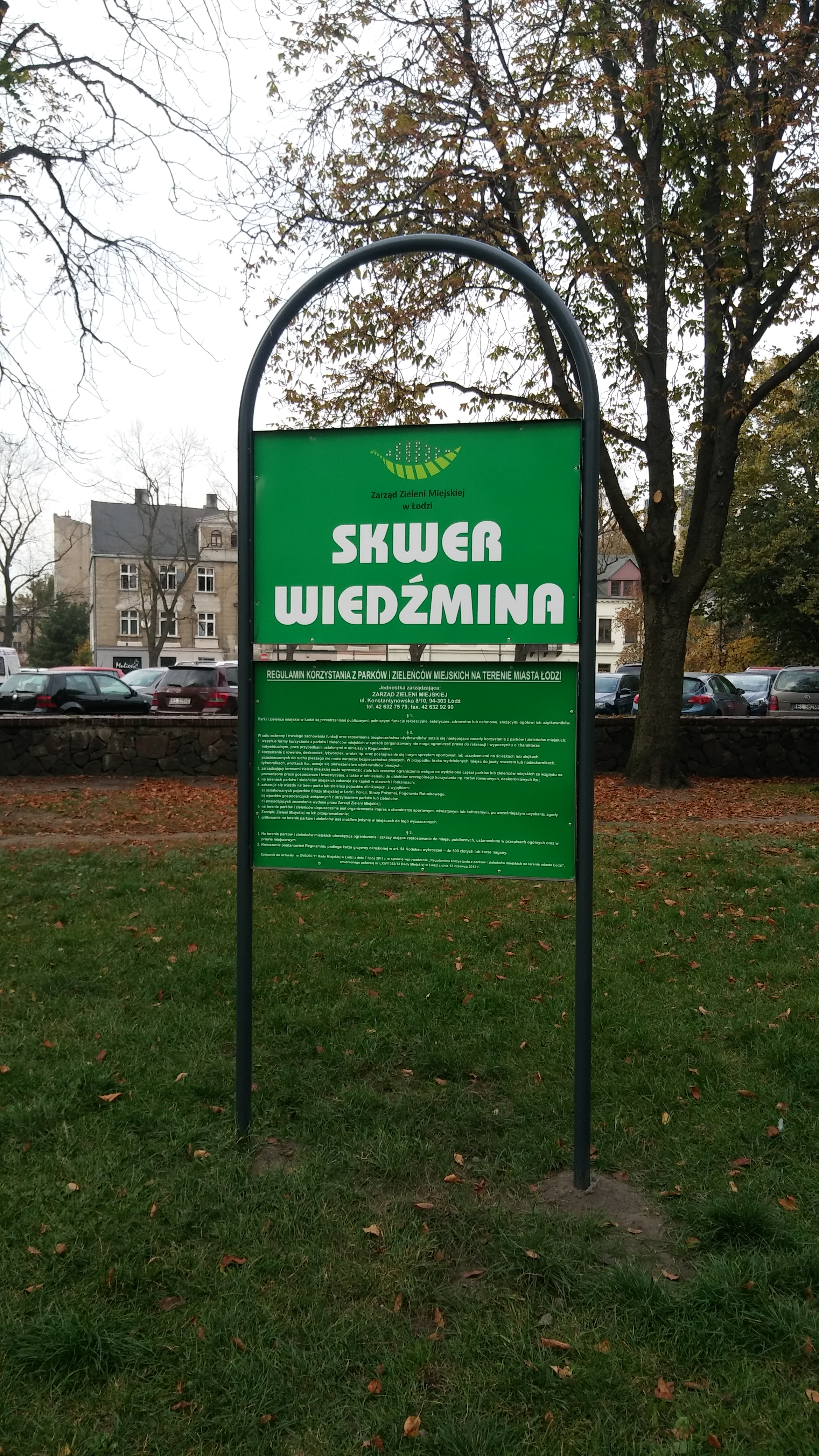
Skwer Wiedźmina w Łodzi

Andrzej Sapkowski (ur. 21 czerwca 1948 w Łodzi) – polski pisarz fantasy, z wykształcenia ekonomista. Twórca postaci Wiedźmina. Najczęściej – po Stanisławie Lemie – tłumaczony polski autor fantastyki; laureat wielu polskich i zagranicznych nagród literackich.

## Życiorys
Jego matka urodziła się w podkieleckiej wsi, a ojciec – pod Wilnem. Dziadek od strony ojca pochodził z drobnoszlacheckiej rodziny herbu Łodzia, wywodzącej się z Kowieńszczyzny, służył w armii rosyjskiej, po rewolucji 1917 wraz z rodziną powrócił na Wileńszczyznę, gdzie następnie pracował jako naczelnik poczty w Święcianach. Po zakończeniu II wojny światowej Sapkowscy zamieszkali w okolicach Nowej Soli, a następnie w Łodzi.
Urodził się i mieszka w Łodzi. Od 9 lipca 2008 jest honorowym obywatelem tego miasta. Jest absolwentem XXI Liceum Ogólnokształcącego im. Bolesława Prusa w Łodzi i Uniwersytetu Łódzkiego (handel zagraniczny, 1972). Przez 25 lat zajmował się zagranicznym handlem bławatnym, m.in. handlował futrami w firmie „Skórimpex”.
Karierę literacką zaczynał jako tłumacz, przekładając na język polski opowiadanie Słowa Guru Cyryla M. Kornblutha w „Fantastyce”. W 1984 „Wiadomości Wędkarskie” opublikowały jego opowiadanie Stalogłowy o połowie pstrąga stalogłowego. Popularność zdobył za sprawą cyklu opowiadań i pięciotomowej sagi o wiedźminie Geralcie: pierwsze opowiadanie – „Wiedźmin” – zajęło trzecie miejsce w konkursie literackim ogłoszonym przez miesięcznik „Fantastyka” i zostało opublikowane w grudniu 1986 w tym samym czasopiśmie. Oprócz tego wydał esej o Rycerzach Okrągłego Stołu Świat króla Artura. Maladie, leksykon miłośnika fantasy Rękopis znaleziony w Smoczej Jaskini, poradnik dla osób zaczynających grać w RPG pt. Oko Yrrhedesa, powieści z cyklu o Reinmarze z Bielawy (Trylogia husycka), powieść Żmija oraz wiele opowiadań i artykułów w czasopismach i zbiorach opowiadań.
Na podstawie jego literatury powstały: polski komiks Wiedźmin (sześć zeszytów w latach 1993–1995), seria komiksów amerykańskich Wiedźmin przetłumaczone na polski, film pełnometrażowy i serial telewizyjny Wiedźmin, gra fabularna Wiedźmin: Gra Wyobraźni oraz gra karciana. W oparciu o cykl wiedźmiński powstała seria komputerowych gier RPG, wydana przez warszawskie studio CD Projekt RED, w skład której wchodzą: Wiedźmin (premiera 26 października 2007), której Andrzej Sapkowski był konsultantem, Wiedźmin 2: Zabójcy królów (17 maja 2011) i Wiedźmin 3: Dziki Gon (19 maja 2015). W maju 2017 serwis Netflix zapowiedział nakręcenie serialu opartego na prozie Sapkowskiego i osadzonego w świecie Wiedźmina, nawiązując współpracę z Andrzejem Sapkowskim jako konsultantem kreatywnym. Premiera pierwszego sezonu serialu odbyła się 20 grudnia 2019, drugiego 17 grudnia 2021. Premiera trzeciego sezonu odbyła się czerwcu 2023 roku. Zdjęcia do czwartego sezonu zakończyły się w październiku 2024. Data premiery nie jest jeszcze znana. 15 września 2017 w Teatrze Muzycznym im. Danuty Baduszkowej w Gdyni odbyła się prapremiera musicalu Wiedźmin na podstawie opowiadań Sapkowskiego.
W 2016 podczas spotkania autorskiego na Polconie pisarz w ironiczny sposób – negatywnie – wypowiedział się na temat wpływu gier CD Projekt RED na sprzedaż i odbiór książek, środowisko graczy zareagowało na słowa swoistym bojkotem Sapkowskiego. Autor broni swego poglądu tym, że z jego obserwacji – jego tytuły opatrzone okładką z grafiką komputerową – zostawały odbierane przez niektórych czytelników jako tzw. game related, czyli książka na podstawie gry, co z kolei przekłada się na odebranie twórczości łódzkiego pisarza jako wtórnej, nieoryginalnej.
W 2018 z okazji 70. urodzin Sapkowskiego jeden z łódzkich skwerów otrzymał imię Geralta z Rivii – głównego bohatera serii książek o wiedźminie.
W październiku 2018 wezwał CD Projekt do zapłaty dodatkowych 60 mln zł, ponad wynagrodzenie określone w umowach między nim a spółką, za wykorzystanie świata wiedźmina w grach, powołując się na art. 44 ustawy o prawie autorskim i prawach pokrewnych. CD Projekt określił to żądanie jako bezpodstawne i stwierdził, że w sposób ważny i legalny nabył prawa do utworów Sapkowskiego. 20 grudnia 2019 spółka zawarła z pisarzem porozumienie, którego postanowienia zostały objęte tajemnicą.
Jest członkiem Stowarzyszenia Pisarzy Polskich.

## Życie prywatne
Jest żonaty, miał syna Krzysztofa (1972–2019) z pierwszego małżeństwa. Deklaruje się jako ateista.

## Nagrody[9]

### Polskie
- Nagroda Fundacji Literackiej im. Natalii Gall (1990),
- Nagroda im. Janusza A. Zajdla – sześciokrotnie, za opowiadania Mniejsze zło (1990), Miecz przeznaczenia (1992), W leju po bombie (1993), oraz powieści Krew elfów (1994), Narrenturm (2002) i Rozdroże kruków (2024),
- Nagroda Sfinks – sześciokrotnie (1995, 1997, 1998, 2000, 2005, 2007),
- Nagroda Biblioteki Raczyńskich w Poznaniu za całokształt twórczości (1995)[29],
- Paszport „Polityki” w kategorii literatura (1997)[30],
- Laureat Śląkfy w kategorii Twórca Roku (1989, 1992, 2013)[31],
- nominowany do Nagrody Literackiej Nike w 2003 za Narrenturm[32],
- Nagroda Miasta Łodzi (2004)[33],
- srebrny medal Gloria Artis przyznany przez Ministra Kultury i Dziedzictwa Narodowego (2012)[34][8],
- Doroczna Nagroda Ministra Kultury i Dziedzictwa Narodowego w kategorii Literatura (2023)[35].

### Zagraniczne
- Nagroda Ikaros i Ludvik (Czechy, 1993)[36],
- Nagroda im. Davida Ben Guriona, przyznawanej przez Izraelski Klub Miłośników Fantastyki („za fundamentalny wkład do fantastyki”, Moskwa 1997),
- Nagrodę Ignotus przyznawaną przez hiszpańską Asociación Española de Fantasía|Ciencia Ficción y Terror (w 2003 w dwóch kategoriach, 2004)[37],
- Nagrody czeskiej Akademie Science Fiction, Fantasy a Hororu w kategorii „najlepsza przełożona książka nieanglosaska” (1995, 2000, 2004, 2008),
- David Gemmell Awards for Fantasy za Blood of Elves – angielskie wydanie pierwszego tomu sagi o wiedźminie Krew elfów (2009)[38][39],
- Międzynarodowa nagroda Eurocon Award przyznawaną przez Europejskie Stowarzyszenie Science Fiction (Best Author, 1996, Grand Master, 2010),
- Nagroda Tähtifantasia przyznawaną przez Helsińskie Stowarzyszenie Miłośników Literatury Science Fiction (2011, 2012)[40],
- Nagroda 12 osumaa („12 trafień”) Helsińskiej Biblioteki Miejskiej (2011),
- Nagroda FantLab’s Book of the Year (Книга года по версии Фантлаба) przyznawaną przez rosyjski fanzin FantLab (2011),
- Nominacja do Science Fiction & Fantasy Translation Awards (2012),
- World Fantasy Award (2016) w kategorii „Osiągnięcie życia” (głównie za Sagę o wiedźminie)[41][42].

## Twórczość

### Zbiory opowiadań
- Wiedźmin (Reporter 1990)
- Miecz przeznaczenia (superNOWA 1992)
- Ostatnie życzenie (superNOWA 1993)
- Coś się kończy, coś się zaczyna (superNOWA 2000)
- Maladie i inne opowiadania (superNOWA 2012), poszerzone wznowienie tomu Coś się kończy, coś się zaczyna

### Powieści

#### Cykl wiedźmiński

##### Saga o wiedźminie[43]
- Krew elfów (superNOWA 1994)
- Czas pogardy (superNOWA 1995)
- Chrzest ognia (superNOWA 1996)
- Wieża Jaskółki (superNOWA 1997)
- Pani Jeziora (superNOWA 1999)

##### Odrębne pozycje
- Sezon burz (superNOWA 2013)
- Rozdroże kruków (superNOWA 2024)

#### Trylogia husycka
- Narrenturm (superNOWA 2002)
- Boży bojownicy (superNOWA 2004)
- Lux perpetua (superNOWA, 2006)

#### Inne powieści
- Żmija (superNOWA, 2009)

### Opowiadania
- Wiedźmin („Fantastyka” 12/1986, zbiór Wiedźmin, Reporter 1990, antologia opowiadań Jawnogrzesznica, Przedświt 1991 zbiór Ostatnie życzenie, superNOWA 1993, zbiór Opowieści o wiedźminie, tom 1., Libros 2002)
- Droga, z której się nie wraca („Fantastyka” 8/1988, Wiedźmin, Reporter 1990, Coś się kończy, coś się zaczyna, superNOWA 2000, Opowieści o wiedźminie, tom 1., Libros 2002, Maladie i inne opowiadania, superNOWA 2012)
- Muzykanci (antologia Wizje Alternatywne, superNOWA 1990, Trzynaście kotów, superNOWA 1997, Coś się kończy, coś się zaczyna superNOWA 2000, Maladie i inne opowiadania, superNOWA 2012)
- Mniejsze zło („Fantastyka” 3/1990, Wiedźmin, Reporter 1990, Ostatnie życzenie, superNOWA 1993, Opowieści o wiedźminie, tom 1., Libros 2002)
- Kwestia ceny („Nowa Fantastyka” 9/1990, Wiedźmin, Reporter 1990, Ostatnie życzenie, superNOWA 1993, Opowieści o wiedźminie, tom 1., Libros 2002)
- Granica możliwości („Nowa Fantastyka” 9-10/1991, Miecz przeznaczenia, superNOWA 1992, Opowieści o wiedźminie, tom 2., Libros 2002)
- Tandaradei! („Fenix” 1/1992, Coś się kończy, coś się zaczyna, superNOWA 2000, Maladie i inne opowiadania, superNOWA 2012)
- Wieczny ogień (Miecz przeznaczenia, superNOWA 1992, Opowieści o wiedźminie, tom 2., Libros 2002)
- Trochę poświęcenia (Miecz przeznaczenia, superNOWA 1992, Opowieści o wiedźminie, tom 2., Libros 2002)
- Miecz przeznaczenia (Miecz przeznaczenia, superNOWA 1992, Opowieści o wiedźminie, tom 2., Libros 2002)
- Coś więcej (Miecz przeznaczenia, superNOWA 1992, Opowieści o wiedźminie, tom 2., Libros 2002)
- Okruch lodu („Nowa Fantastyka” 7/1992, Miecz przeznaczenia, superNOWA 1992, Opowieści o wiedźminie, tom 2., Libros 2002)
- Maladie („Nowa Fantastyka” 12/1992, Świat króla Artura. Maladie, superNOWA 1995, Maladie, Atropos /wydanie kolekcjonerskie, sygnowane, numerowane/ 2006, Maladie i inne opowiadania, superNOWA 2012)
- Kraniec świata (Ostatnie życzenie, superNOWA 1993, Opowieści o wiedźminie, tom 1., Libros 2002)
- Ostatnie życzenie (Ostatnie życzenie, superNOWA 1993, Opowieści o wiedźminie, tom 1., Libros 2002)
- Głos rozsądku (Ostatnie życzenie, superNOWA 1993, Opowieści o wiedźminie, tom 1., Libros 2002)
- Róże z Shaerrawedd („Nowa Fantastyka” 1994, nr 7, s. 43–56, 65–67, trzeci rozdział Krwi elfów w formie opowiadania)
- W leju po bombie („Fenix” 4/1993, Coś się kończy, coś się zaczyna, superNOWA 2000, Maladie i inne opowiadania, superNOWA 2012)
- Złote popołudnie (antologia Trzynaście kotów, superNOWA 1997, Coś się kończy, coś się zaczyna, superNOWA 2000, antologia Strefa mroku – jedenastu apostołów grozy, dodatek do czasopisma „Click! Fantasy”, grudzień 2002, Maladie i inne opowiadania, superNOWA 2012)
- Coś się kończy, coś się zaczyna („Czerwony karzeł” #5, Coś się kończy, coś się zaczyna, superNOWA 2000, Opowieści o wiedźminie, tom 2., Libros 2002, Maladie i inne opowiadania, superNOWA 2012)
- Battle dust (inny tytuł: Bitewny pył) („Czerwony karzeł” #7, Coś się kończy, coś się zaczyna, superNOWA 2000, Maladie i inne opowiadania, superNOWA 2012)
- Zdarzenie w Mischief Creek („Nowa Fantastyka” 7/2000, Coś się kończy, coś się zaczyna, superNOWA 2000, Maladie i inne opowiadania, superNOWA 2012)
- Spanienkreuz („Nowa Fantastyka” 4/2007, Maladie i inne opowiadania, superNOWA 2012)

### Inne
- Piróg, albo Nie ma złota w Szarych Górach (Nowa Fantastyka, 1993), esej nt. literatury fantasy
- Oko Yrrhedesa (MAG 1995), gra fabularna
- Świat króla Artura. Maladie (superNOWA 1995), esej
- Rękopis znaleziony w Smoczej Jaskini (superNOWA 2001), przewodnik po literaturze fantasy
- Historia i fantastyka (superNOWA 2005), wywiad-rzeka przeprowadzony przez Stanisława Beresia
- Stalogłowy („Wiadomości Wędkarskie” 7-8/1984)